# James P. McGranery

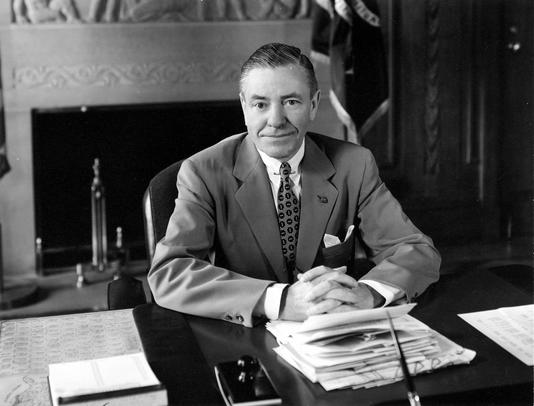
James P. McGranery

James Patrick McGranery, född 8 juli 1895 i Philadelphia, Pennsylvania, död 23 december 1962 i Palm Beach, Florida, var en amerikansk jurist och politiker.
McGranery deltog i första världskriget som pilot av observationsluftballonger. Efter kriget studerade han juridik vid Temple University Law School. Han var ledamot av USA:s representanthus 1937–1943.
McGranery tjänstgjorde som USA:s justitieminister 1952–1953 under president Harry S. Truman. Han vägrade Charlie Chaplins inresetillstånd då filmregissören var anklagad för kommunistsympatier. Efter tiden som minister arbetade McGranery som advokat i Washington DC. Hans grav är på Arlingtonkyrkogården.